# RSV Germania 03 Pfungstadt
RSV Germania 03 Pfungstadt is een Duitse voetbalclub uit Pfungstadt (Hessen).

## Geschiedenis
De club werd in 1903 opgericht als FC Germania Pfungstadt. In 1904 werd de club lid van de Zuid-Duitse voetbalbond en ging van start in de C-klasse, de laagste reeks. In 1909 promoveerde de club naar de B-klasse en in 1912 naar de A-klasse, net onder de hoogste reeks. In 1919 werd de huidige naam aangenomen. In 1921 promoveerde de club naar de hoogste klasse van Rijncompetitie, maar kon daar het behoud niet verzekeren. 
In 1939 fuseerden een aantal verenigingen in Pfunstadt tot één grote club GfL Pfungstadt. In 1950 werd Germania heropgericht.
De club zakte de club helemaal weg tot in de Kreisliga. Na twee promoties op rij speelde de club in 1977 in de Landesliga en verbleef daar tot 1984 en opnieuw van 1986 tot 1989. In 1995 promoveerde de club opnieuw. Twee jaar later droomde de club van de Oberliga Hessen nadat ze herfstkampioen werden, maar door een slechte terugronde werd deze droom opgeboren. In 2001 degradeerde de club en in 2003, toen de club honderd jaar bestond werd opnieuw promotie afgedwongen, echter kon de club maar één jaar in de Landesliga spelen. In 2005 verlieten bijna alle spelers de club. Het nieuwe elftal kon een degradatie naar de Bezirksliga niet verhinderen het seizoen erop. Nauwelijks twee jaar later verbrak Germania enkele clubrecords en scoorde in seizoen 2007/08 124 goals (positief doelsaldo van +99), met 12:0 tegen Bickenbach de hoogste zege in de geschiedenis en de club won ook twaalf wedstrijden op rij. Zeven speeldagen voor het einde stond de promotie naar de Bezirksoberliga vast. 